# Socha Panny Marie (Seletice)
Socha Panny Marie stojí před domem čp. 19 v severozápadní části obce Seletice v okrese Nymburk. Plastika umístěná na nevšedně vyvedeném soklu pochází z roku 1832 a je dílem neznámého autora. Od 10. února 1987 je kulturní památkou.

## Historie a popis
Socha na čtyřbokém podstavci, spojeném železnými skobami, je otočena k severozápadu a je datována do roku 1832. Jedná se o ukázkou zlidovělého sochařského umění na východě Čech. Na podstavec je posazen nevšední osmiboký sokl, jenž na severozápadní straně nese dataci 1832 a 1893, kdy byl monument obnoven. Střední sloup má kruhový průřez, profilovanou patku a je zdoben festony. Na sloup dosedá kruhová hlavice s bronzovým nápisem Oroduj za nás Boží rodičko a na ní váza s prožlabenou nohou a válcovitými stěnami. Na váze, do jejíhož vrcholu je zapuštěno ramínko svítilny, jsou kamenicky vyvedena oblaka s hlavičkami andělů a na čelní straně mariánský monogram v paprscích. Samotná Immaculata v podživotní velikosti nese plášť, přehozený přes na hrudi loženou levou rukou. Její pravá ruka je mírně spuštěná, pokrčená a má natažený ukazovák. Vlasy plastiky jsou svázány v uzel. Kolem hlavy se v železném kruhu nachází 11 šesticípých hvězd.
V roce 2012 prošel monument restaurátorským zásahem pod vedením Oty Pospíchala.